# Provinz Noord-Brabant
Noord-Brabant (deutsch Nordbrabant) ist eine Provinz im Süden der Niederlande mit 2.664.364 Einwohnern (Stand: 1. Januar 2025). Die Hauptstadt der Provinz ist ’s-Hertogenbosch (auch Den Bosch genannt).

## Geographie
Noord-Brabant grenzt an die niederländischen Provinzen Limburg, Gelderland, Zuid-Holland und Zeeland sowie an die belgischen Provinzen Antwerpen und Limburg.

## Geschichte
Im frühen Mittelalter wurde die Provinz von Franken bewohnt. Im 11. Jahrhundert wurde das Gebiet der heutigen Provinz Teil des Herzogtums Brabant, in dem Noord-Brabant der nördlichste Teil war. Das Herzogtum wurde im 12. Jahrhundert reich, weil die Handelsstraßen zwischen Flandern und Köln und die Handelsstraße zwischen Nordfrankreich und Holland einander hier kreuzten. Das führte zum Entstehen verschiedener Städte wie Breda und ’s-Hertogenbosch. Im 14. und 15. Jahrhundert erlebte die Region eine wirtschaftliche und kulturelle Blüte.
1430 wurde Brabant in das Herzogtum Burgund eingegliedert. In den burgundischen Niederlanden war das Herzogtum Brabant die wichtigste Provinz.
1515 kam das Herzogtum an die Habsburger und nach der Abdankung Karls V. an seinen Sohn Philipp II. von Spanien. Als 1568 der Achtzigjährige Krieg ausbrach und Holland 1572 unter die Kontrolle Wilhelms von Oranien geriet, wurde Noord-Brabant zu einem Schlachtfeld, das mehrmals den Besitzer wechselte. 1648 wurde Noord-Brabant im Westfälischen Frieden der Republik der Sieben Vereinigten Niederlande zugesprochen. Das alte Herzogtum Brabant wurde in zwei Teile aufgespalten. Damit wurde auch die heutige Grenze zwischen Belgien und den Niederlanden festgelegt. Wirtschaftlich bedeutete die Trennung den Verlust der zentralen geografischen Lage von Noord-Brabant. Eine neue Grenze bedeutete auch, dass Kaufleute Zölle zahlen mussten, was den Handel bremste. Noord-Brabant verarmte. Die Situation wurde noch schlimmer, weil die Republik aus der Provinz Noord-Brabant hohe Steuern herauspresste.
Während des Achtzigjährigen Krieges war Noord-Brabant unter Einfluss der Gegenreformation der katholischen Konfession treu geblieben. Der katholische Hintergrund von Noord-Brabant führte dazu, dass die calvinistischen Machthaber in Holland Noord-Brabant misstrauisch gegenüberstanden, da der Katholizismus auch die Konfession der Spanier war. Noord-Brabant bekam im Gegensatz zu anderen Provinzen der Sieben Vereinigten Niederlande keine Selbstverwaltung und wurde unter dem Namen Staats-Brabant den Generalitätslanden zugeordnet und von den Generalstaaten verwaltet. Der katholische Glaube wurde von den Autoritäten diskriminiert. Katholische Messen wurden toleriert, wenn man eine Gebühr zahlte und die Messe nicht öffentlich zelebrierte. Im Grenzgebiet zelebrierten viele Gläubige die Messe in den spanischen Niederlanden, in denen viele so genannte Grenzkirchen errichtet wurden.
Erst nach 1792, als die Franzosen die Niederlande eroberten und 1795 die Batavische Republik ausgerufen wurde, änderte sich diese Situation. In dieser Republik wurde auch Gottesdienstfreiheit eingeführt, was bedeutete, dass das Verbot des öffentlichen katholischen Gottesdienstes aufgehoben wurde. Im Jahr 1806 wurde aus Noord-Brabant ein eigenständiges Département im napoleonischen Königreich Holland (1806–1810) gebildet. Nach der Niederlage Napoleons und der Neugliederung der europäischen Staaten auf dem Wiener Kongress (1815) wurde Noord-Brabant eine der siebzehn Provinzen im neuen Königreich der Vereinigten Niederlande. In der Gegend Brüssels wurde die Provinz Südbrabant errichtet. Nach der Belgischen Revolution im Jahr 1830 stand Noord-Brabant dem neuen belgischen Staat zwar positiv gegenüber, dennoch blieb die Provinz den Niederlanden treu. 1839 wurde Südbrabant definitiv belgisch, aber Noord-Brabant wurde seitdem niemals in Brabant umbenannt. Das erklärt, warum es im Süden der Niederlande eine Provinz mit dem Präfix „Nord“ gibt, ohne dass es heutzutage eine Provinz Südbrabant gibt.
Ende des 19. Jahrhunderts fing die Industrialisierung auch in Noord-Brabant an. Da die Löhne in Noord-Brabant im Vergleich zu Holland niedrig waren, war es für die Industrie sehr attraktiv, sich in Noord-Brabant anzusiedeln. Vor allem die Textilindustrie entwickelte sich stark. Die Dörfer Tilburg und Eindhoven waren die wichtigsten Siedlungsorte für die Industrie und entwickelten sich unter Einfluss der Industrie zu Großstädten. 1891 wurde in Eindhoven der spätere Elektronik-Konzern Philips gegründet. Erstes Produkt waren Glühlampen. Dieses Unternehmen förderte auch die soziale Entwicklung Eindhovens. Die Unternehmensgründer wollten, dass ihre Mitarbeiter ein gesundes Leben führten. Dazu gründete Philips u. a. den heute sehr erfolgreichen Fußballverein Philips Sportverein (PSV).
Von 1870 bis etwa 1965 gab es in den Niederlanden ein System der Versäulung, was bedeutet, dass die Gesellschaft in jedem Bereich des Lebens in weltanschauliche Säulen eingeteilt war. Damals gab es auch eine katholische Säule, die in Noord-Brabant (1889 waren 86,8 % der Bevölkerung katholisch) vorherrschend war. Die katholische Kirche regierte jeden Bereich des Lebens. Das äußerte sich in regelmäßigem Kirchgang und dem Bau neuer Kirchen. Die Geburtenrate war nirgendwo in den Niederlanden so hoch wie in den beiden in Mehrheit katholischen Provinzen (Noord-Brabant und Limburg) und der Anteil der Bevölkerung von Noord-Brabant an der niederländischen Gesamtbevölkerung wuchs stark. Damals war es Tradition, dass jeder zweitgeborene Sohn Priester wurde. Die katholische Säule trat politisch als eine Einheit nach außen auf (75 % der Noord-Brabander wählten die Katholieke Volkspartij), was die katholische Emanzipation in den traditionell calvinistischen Niederlanden stimuliert hat. Für Noord-Brabant bedeutete dies, dass seine Interessen besser vertreten wurden. Diese Periode der Geschichte von Noord-Brabant, in der sehr große kirchliche Aktivitäten stattfanden (auch Missionierung in Übersee, siehe z. B. Steyler Mission), wird von Historikern und den Noord-Brabandern selbst das Rijke Roomse Leven (deutsch „reiches römisches Leben“) genannt. In Nachbarregionen anderer Länder (z. B. Rheinland, Nordfrankreich) war die katholische Kirche ähnlich aktiv. Sie war von etwa 1850 bis zum Beginn des Ersten Weltkriegs von einem starken Antimodernismus und einer starken Bindung zum Vatikan (Ultramontanismus) geprägt (siehe auch Römisch-katholische Kirche in Frankreich, Römisch-katholische Kirche in Belgien, Römisch-katholische Kirche in den Niederlanden).
Ab 1965 trat unter Einfluss des Wirtschaftswachstums der 1960er-Jahre auch in Noord-Brabant die Säkularisierung ein, was bedeutete, dass der Einfluss der Kirche stark sank (ebenso ab dem Pillenknick die Geburtenrate). Auch der Besuch der Messe wurde deutlich seltener. 2003 waren noch etwa 64 % der Noord-Brabander katholisch. 2014 waren es noch 49,6 % Katholiken gegenüber 5,5 % Protestanten, 3,9 % Muslimen, 2,9 % Angehörigen anderer Religionen und 37,8 % Konfessionslosen. Es gibt auch heute noch Reste des „reichen römischen Lebens“.
Im katholischen Süden der Niederlande (und vor allem in Noord-Brabant) wird jährlich Karneval gefeiert. Auch das Schulwesen ist noch katholisch geprägt. Mehr als 80 % der Schüler, sowohl katholische als auch andersgläubige und konfessionslose, besuchen eine der katholischen Schulen wegen ihres guten Rufes und ihrer Verbreitung.
Das Brabants Historisch Informatie Centrum (BHIC) erforscht die Geschichte von Noord-Brabant. Es hat etwa 1500 Archive. Die aufbewahrten Papiere und Dokumente umfassen etwa 30.000 Buchmeter.

## Politik
- SP: 4
- GL: 5
- PvdA: 4
- PvdD: 2
- D66: 4
- Volt: 1
- LB: 2
- 50PLUS: 1
- BBB: 11
- CDA: 4
- VVD: 9
- CU/SGP: 1
- JA21: 2
- FvD: 1
- PVV: 4

Das Provinzialparlament (niederländisch Provinciale Staten) hat seinen Sitz im Provinciehuis in der Provinzhauptstadt ’s-Hertogenbosch. Entsprechend der Bevölkerungszahl in der Provinz besteht das Parlament aus 55 Sitzen.
Bei der Provinzialwahl am 15. März 2023 erlangten die Parteien folgende Stimmanteile:
BBB 18,24 % (11 Sitze), VVD 14,09 % (9 Sitze), GroenLinks 7,73 % (5 Sitze), PvdA 7,62 % (4 Sitze), SP 7,61 % (4 Sitze), PVV 6,80 % (4 Sitze), D66 6,69 % (4 Sitze), CDA 6,60 % (4 Sitze), JA21 4,21 % (2 Sitze), Lokaal Brabant 4,17 % (2 Sitze), PvdD 3,86 % (2 Sitze), Volt 2,94 % (1 Sitz), FvD 2,84 % (1 Sitz), 50PLUS 2,61 % (1 Sitz), ChristenUnie/SGP 1,59 % (1 Sitz), übrige 2,41 %. Die Wahlbeteiligung lag bei 55,47 %.
Die nächste Provinzialwahl findet am 17. März 2027 statt.
An der Spitze der Provinz steht der Kommissar des Königs. Das ist seit Oktober 2020 die liberale Ina Adema. Seit der Provinzialwahl 2023 besteht das College van Gedeputeerde Staten, dem der Kommissar vorsteht, aus einer Koalition aus VVD, GroenLinks, PvdA, SP, D66 und Lokaal Brabant.

## Gemeinden

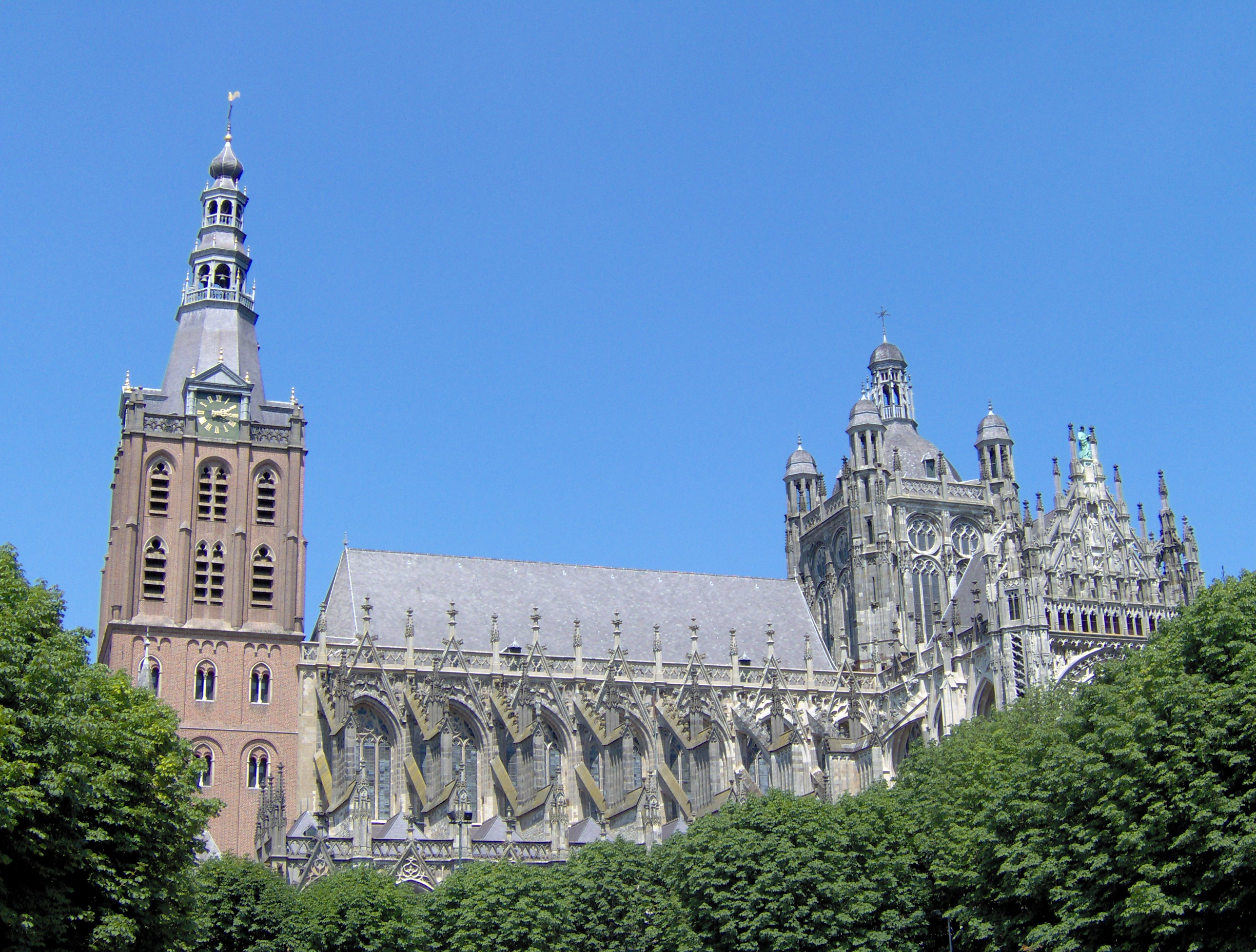
St.-Johannes-Kathedrale in der Provinzhauptstadt ’s-Hertogenbosch

Seit 2022 bestehen 56 Gemeinden in der Provinz:
1. Alphen-Chaam (10.510)
2. Altena (58.736)
3. Asten (17.390)
4. Baarle-Nassau (7205)
5. Bergeijk (19.260)
6. Bergen op Zoom (70.216)
7. Bernheze (32.618)
8. Best (31.652)
9. Bladel (21.009)
10. Boekel (11.461)
11. Boxtel (34.237)
12. Breda (188.834)
13. Cranendonck (21.739)
14. Deurne (33.388)
15. Dongen (27.565)
16. Drimmelen (28.294)
17. Eersel (20.389)
18. Eindhoven (249.054)
19. Etten-Leur (45.475)
20. Geertruidenberg (21.948)
21. Geldrop-Mierlo (40.765)
22. Gemert-Bakel (31.534)
23. Gilze en Rijen (28.611)
24. Goirle (24.461)
25. Halderberge (31.351)
26. Heeze-Leende (17.079)
27. Helmond (96.540)
28. ’s-Hertogenbosch (161.557)
29. Heusden (46.345)
30. Hilvarenbeek (16.147)
31. Laarbeek (23.324)
32. Land van Cuijk (92.774)
33. Loon op Zand (24.148)
34. Maashorst (59.668)
35. Meierijstad (84.696)
36. Moerdijk (38.274)
37. Nuenen, Gerwen en Nederwetten (24.291)
38. Oirschot (19.546)
39. Oisterwijk (33.120)
40. Oosterhout (58.381)
41. Oss (95.233)
42. Reusel-De Mierden (13.653)
43. Roosendaal (77.722)
44. Rucphen (23.992)
45. Sint-Michielsgestel (30.169)
46. Someren (20.214)
47. Son en Breugel (18.130)
48. Steenbergen (24.584)
49. Tilburg (230.359)
50. Valkenswaard (31.958)
51. Veldhoven (47.604)
52. Vught (33.024)
53. Waalre (17.894)
54. Waalwijk (51.238)
55. Woensdrecht (22.194)
56. Zundert (22.804)

(Einwohner am 1. Januar 2025)

## Sport
Die populärste Sportart in Noord-Brabant ist Fußball. In der Provinz spielen folgende Fußballklubs in der höchsten Liga des niederländischen Fußballs, der Eredivisie (Stand: Saison 2022/2023):
- PSV Eindhoven
- RKC Waalwijk

## Tourismus
Sehenswert sind die Altstädte von Breda und ’s-Hertogenbosch. In ’s-Hertogenbosch kann man eine Rundfahrt durch die Festung machen. Breda ist eine so genannte Oranienstadt, weil es eng mit dem niederländischen Königshaus verbunden ist. Viele Gebäude in der Stadt erinnern an das Königshaus. Wilhelm von Oranien hat als Baron von Breda noch kurze Zeit im Schloss gewohnt.
Im Dorf Baarle befinden sich 22 belgische Enklaven. In diesen Enklaven liegen wiederum 7 niederländische Enklaven. Das Dorf ist in die niederländische Gemeinde Baarle-Nassau und die belgische Gemeinde Baarle-Hertog aufgeteilt.
Der Freizeitpark De Efteling befindet sich ebenfalls in der Provinz. Im Märchenwald des Parkes sind bekannte Märchen dargestellt. Auch gibt es verschiedene Attraktionen. Südlich von Breda befindet sich der Erholungswald Mastbos, welcher im 15. Jahrhundert zur Versorgung spanischer und niederländischer Schiffe mit Pinienholz angelegt wurde.
Auch für Naturliebhaber hat Noord-Brabant viel zu bieten. Zerstreut über die Provinz liegen viele Wälder und Heidegebiete, die vom Staat verwaltet werden. Diese Wälder sind für die Öffentlichkeit zugänglich. Das bekannteste Naturgebiet ist De Biesbosch, eines der letzten Feuchtgebiete Europas.
Durch die internationale Ausstrahlung der Comedyserie New Kids ist das Dorf Maaskantje, vor dessen Ortsschild die Hauptfiguren der Serie bei jedem Sketch posieren, seit Ende der 2000er Jahre zu einem beliebten Ausflugsziel von Fans der Serie geworden.

## Verkehr
Verschiedene wichtige Straßen und Eisenbahnen führen quer durch die Provinz. Die A 16 (E 19) und die A 2 sind wichtige Nord-Süd-Verbindungen, die die Häfen von Rotterdam und Antwerpen bzw. Amsterdam und Maastricht miteinander verbinden. Auch die Bahnstrecke Utrecht–Boxtel verläuft in Nord-Süd-Richtung. Die A 58/A 67 (E 312) ist die wichtigste Ost-West-Verbindung in der Provinz und verbindet die seeländische Küste mit Deutschland. Der Flughafen Eindhoven ist der nach Passagierzahlen zweitgrößte der Niederlande.

## Wirtschaft
Noord-Brabant ist die am schnellsten wachsende Region der Niederlande. Ökonomisch bedeutend ist das Städtenetzwerk BrabantStad, eine Partnerschaft der Städte Breda, Eindhoven, Helmond, ’s-Hertogenbosch und Tilburg sowie der Provinz. Jedes Jahr werden hier über 2000 Patente angemeldet, vor allem von Philips und der Technischen Universität Eindhoven. Technologieschwerpunkte bilden Biomedizin und Medizintechnik sowie der Maschinenbau. Der Automobilhersteller Tesla betreibt ein Montagewerk in Tilburg, DAF ein LKW-Werk in Eindhoven. Daneben spielt die Textilindustrie noch eine gewisse Rolle. Im Jahr 2015 lag das regionale Bruttoinlandsprodukt der Region je Einwohner, ausgedrückt in Kaufkraftstandards, bei 131 % des Durchschnitts der EU-28. Im Jahr 2017 betrug die Arbeitslosenquote 4,2 % und lag damit unter dem landesweiten Durchschnitt.